# Anajo
Anajo war eine deutsche Indie-Pop-Band, die 1999 in Augsburg gegründet wurde. Ab 2004 veröffentlichte das Trio insgesamt vier Alben und schaffte es mit seinen Liedern mehrmals in die deutschen Top 100.

## Geschichte

### Anfänge (1999–2003)
Der Sänger und Gitarrist Oliver Gottwald und der Bassist Michael Schmidt gingen bereits zusammen zur Schule, spielten zu dieser Zeit jedoch noch in unterschiedlichen Bands. Als die beiden Gruppen sich auflösten, beschloss man, in Zukunft gemeinsam Musik zu machen und holte mit dem Schlagzeuger Ingolf Nössner über eine Anzeige das fehlende dritte Mitglied in die Reihen.
In den folgenden Jahren bestritt Anajo (der Name ist abgeleitet von dem Bud-Spencer-Film „Banana Joe“) zahlreiche Auftritte in Augsburg und Umgebung. Ihre Musik war damals noch sehr stark durch Synthesizer und elektronische Sounds geprägt. Im Laufe der Zeit näherte sich die Band immer weiter dem Indie-Pop-Sound an, für den sie heute bekannt ist – das hieß weniger Synthesizer und mehr Gitarre, wobei nie ganz auf elektronische Töne verzichtet wurde. Zentrales Element ihrer Musik waren von Anfang an die deutschen Texte, in denen der Sänger Oliver Gottwald oft (selbst)ironische Töne anschlägt, die auch gerne mal in die Naivität abdriften. Fröhlichkeit und Melancholie liegen in Anajos Musik nahe beieinander.
Noch im Gründungsjahr brachten die Augsburger ihre erste Demo Pop und die Welt im Eigenvertrieb heraus. Es folgten Geboren für die Stadt (2000), TanzTanzBand (2002) und Vorhang auf (2003). Das Lied Ich hol dich hier raus schaffte es 2003 in die Rotation und in die Redaktions-Charts des Radiosenders FM4 (ORF/Österreich) und rückte die Band innerhalb kürzester Zeit in das Interesse der Öffentlichkeit. Mit steigendem Bekanntheitsgrad vergrößerte sich die Fangemeinde, so dass die Neulinge im Jahr 2003 mehr als 50 Konzerte in Deutschland und Österreich spielten.

### Die Alben (seit 2004)
2004 veröffentlichte Anajo ihr Debütalbum Nah bei mir auf Tapete Records/Indigo. 2006 war die Band im Auftrag des Goethe-Instituts in Russland auf Tour, zudem spielte Anajo gesponsert von der Robert Bosch Stiftung Konzerte in der Ukraine.
Das zweite Album der Band, Hallo, wer kennt hier eigentlich wen?, erschien am 9. Februar 2007 bei Tapete Records und bescherte der Band mehrere Titelstorys in bekannten Musikmagazinen wie etwa der Intro. Im Vorfeld dazu gab es im September 2006 eine Vorab-EP mit dem Titel Spätsommersonne, die drei neue Tracks und zwei Live-Mitschnitte enthält. Die erste Single des neuen Albums hieß Wenn du nur wüsstest und wurde am 19. Januar 2007 veröffentlicht. Als Gastsängerin konnte Suzie Kerstgens von der Band Klee gewonnen werden. Beim Bundesvision Song Contest 2007 trat Anajo mit diesem Song für das Bundesland Bayern an und erreichte damit den 9. Platz.
Von Februar bis Mai 2007 spielten Anajo eine ausgedehnte Tour zum neuen Album mit rund 50 Konzerten in Deutschland, Österreich und der Schweiz. Einige der Auftritte waren Doppelkonzerte mit Klee. Im Sommer 2007 folgten diverse Festivalauftritte. Am 20. September 2007 wurde ihnen während der Popkomm in Berlin der von der Bayerischen Staatsregierung vergebene Bayerische Musiklöwe als beste bayerische Indieband verliehen.
Im November/Dezember 2008 unterbrach die Band die Arbeit am dritten Album für eine Tour mit dem „Pop-Orchester“ der Universität Augsburg, einem Ensemble der Uni-Big-Band. Eine Aufzeichnung dieser Tour wurde 2009 als DVD bei Tapete Records veröffentlicht. Zum 10-jährigen Bandjubiläum erschien am 27. November 2009 das Album Anajo und das Poporchester. Als Single wurde das Lied Jungs weinen nicht veröffentlicht, eine Neuinterpretation von Boys don’t cry (The Cure).
Im Herbst 2010 lud das Goethe-Institut Moskau Anajo erneut auf eine Tour durch Russland ein.
Am 11. Februar 2011 veröffentlichte die Band mit Drei ihr drittes Studio- und insgesamt viertes Album, das zwar den bekannten Anajo-Sound liefert, jedoch im Gegensatz zum Vorgänger weitestgehend auf den Einsatz elektronischer Sounds verzichtet. Parallel zur Album-Veröffentlichung begannen Anajo im März 2011 eine Tour durch insgesamt 24 Städte in Deutschland und Österreich.
Im Herbst 2014 ging die Band in eine selbstgewählte „Familienpause“. Die Band verkündete auch, „musikalisch getrennte Wege zu gehen“.
In Folge neun der vierten Staffel der amerikanischen Serie Better Call Saul ist der Song Mein erstes richtiges Liebeslied zu hören.

## Diskografie

### Alben
- Nah bei mir (Oktober 2004, Tapete Records/Indigo)
- Hallo, wer kennt hier eigentlich wen? (Februar 2007, Tapete Records/Indigo)
- Anajo und das Poporchester (November 2009, Tapete Records/Indigo)
- Drei (Februar 2011, Tapete Records/Indigo)
- Live (Februar 2011, Tapete Records/Indigo)

### EPs
- Vorhang auf (September 2003, Eigenvertrieb)
- Spätsommersonne (September 2006, Tapete Records)
- Monika Tanzband (November 2007, Tapete Records)

### Singles
- Ich hol Dich hier raus (Mai 2004, Tapete/Indigo)
- Monika Tanzband (April 2005, Tapete/Indigo)
- Wenn du nur wüsstest (Januar 2007, Tapete/Indigo)
- Hallo, wer kennt hier eigentlich wen (Promo: 2007, Tapete Records)
- Hotelboy (Promo: 2007, Online: Januar 2008, Tapete Records)
- Jungs weinen nicht (November 2009, Tapete/Indigo)
- Mädchenmusik (November 2010, Tapete/Indigo)
- Meine Wege (November 2010, Tapete/Indigo)

### Sonstiges
- Pop und die Welt (Demo, 1999)
- Geboren für die Stadt (Demo, 2000)
- Tanz Tanz Band (Demo, 2002)
- Vorhang auf (Demo, 2003)

## Auszeichnungen
- 2000: 1. Platz beim Bandcontest Band des Jahres
- 2007: Bayerischer Musiklöwe als Beste Indieband